# Astragalus affghanus
Astragalus affghanus es una  especie de planta herbácea perteneciente a la familia de las leguminosas. Es originaria de Asia

## Descripción
Es una planta anual que alcanza los  10 cm o menos de altura. Las hojas imparipinnadas compuestas, con pecíolo de 25.8 mm de largo. Los foliolos de  10.3 mm de largo, y  1.3 mm de ancho, elípticos a obovados, enteros. La inflorescencia se produce en forma de un racimo pedunculado con 2-3 flores.

## Distribución
Es una planta herbácea anual, originaria de Asia, distribuyéndose por Irán y Pakistán en Beluchistán.

## Taxonomía
Astragalus affghanus fue descrita por   Pierre Edmond Boissier y publicado en Flora Orientalis 2: 1095 (enemd). 1872.
Etimología
Astragalus: nombre genérico derivado del griego clásico άστράγαλος y luego del Latín astrăgălus aplicado ya en la antigüedad, entre otras cosas, a algunas plantas de la familia Fabaceae, debido a la forma cúbica de sus semillas parecidas a un hueso del pie.
affghanus: epíteto geográfico que alude a su localización en Afganistán.
Sinonimia
- Astragalus affganus Boiss.
- Astragalus afganicus Bornm.
- Astragalus afghanicus Bornm.
- Astragalus brahuicus Boiss